# Іцков Яків Захарович
Іцков Яків Захарович — учасник Другої світової війни. Український медик. Заслужений лікар Української РСР. Кавалер ордена Леніна.

## Біографія
Яків Захарович Іцков народився 1914 року в м. Куп'янськ Харківської області. Поступив у медичний вуз, але не встиг його закінчити. Під час Другої світової війни був молодшим, старшим лікарем, начальником військово-санітарної частини, бригадним лікарем. Брав участь у визволенні Північного Кавказу, Криму, Чехословачини, дійшов до Німеччини у званні підполковника медичної служби.
Після закінчення у 1946 р. Чернівецького медінституту працював державним санітарним інспектором Вижницького району, лікарем-окулістом райлікарні, завідувачем поліклініки, згодом — райздоровідділу, у 1953—1974 рр. — головний лікар Вижницької районної лікарні на Буковині. Помер 2007 року.

## Відзнаки, нагороди
- Медаль «За бойові заслуги»
- Медаль «За доблесну працю».
- Орден Червоної Зірки.
- Орден Вітчизняної війни ІІ ступеня.
- Орден Леніна.
- Почесне звання «Заслужений лікар Української РСР».